# ۴۷ متر پایین
۴۷ متر پایین (انگلیسی: 47 Meters Down) فیلمی در ژانر ترسناک به کارگردانی یوهانس رابرتس است که در سال ۲۰۱۷ منتشر شد. از بازیگران آن می‌توان به مندی مور اشاره کرد.

## داستان
دو خواهر به نام‌های لیزا (مندی مور) و کیت (کلر هولت) تصمیم می‌گیرند تا عازم سفری به مکزیک جهت غواصی بشوند. در حالی که در آن آب پر از کوسه‌های وحشی است. کیت این کار را می‌خواهد برای هیجان کوسه‌ها انجام دهد ولی لیزا برای اینکه دوست پسرش دل او را شکسته و می‌خواهد با این کار حال و هوای خود را عوض کند. آنها سوار بر قایقی به کاپیتانی تیلور (متیو موداین) می‌شوند. اوج ترس و برانگیختگی آنها وقتی است که متوجه می‌شوند که یک کوسه در فاصله ۲۰ فوتی آنها در حال شنا کردن و نزدیک شدن است….

## انتشار
ناشر اصلی فیلم یعنی دیمنشن فیلم در ابتدا قرار بود در ۲ اوت ۲۰۱۶ فیلم را در آمریکای شمالی منتشر کند. با این حال در ۲۵ ژوئیه مجله ورایتی اعلام کرد که امتیاز شرکت دیمنشن فیلم به شرکت اینترتینمنت استدیوز واگذار شده است. اینترتینمنت استدیوز برنامه انتشار فیلم برای ۲ اوت ۲۰۱۶ را لغو کرد و اعلام کرد که فیلم در سال ۲۰۱۷ منتشر خواهد شد. همچنین اعلام کرد که عنوان فیلم ۴۷ متر پایین خواهد بود.

## بازیگران
- مندی مور در نقش لیزا
- کلر هولت در نقش کیت
- متیو موداین در نقش کاپیتان تیلور
- یانی گلمن در نقش لوئیس
- کریس جی. جانسون در نقش خاویر
- سانتیاگو سگورا در نقش بنیامین